# Мария Тереса Монтойя
Мария Тереса Монтойя (исп.  María Teresa Montoya Pardavé, 17 июня 1889, Мехико — 1 августа 1974, там же) — мексиканская актриса.

## Биография
Родилась 17 июня 1889 года в Мехико в театральной семье выходцев из Испании. На сцене выступала с детских лет, полноценный дебют состоялся в 1911. В 1917 создала собственную труппу. Играла в пьесах Сантьяго Русиньоля, Оскара Уайльда, Габриэле Д’Аннунцио, братьев Альварес Кинтеро, Хасинто Бенавенте, выступала в классических ролях (Истина, внушающая подозрение Хуана Руиса де Аларкон). В мексиканском кинематографе дебютировала в 1918 году и снялась всего лишь в 4 работах в кино, а также телесериале Цена небес. Гастролировала по странам Латинской Америки, выступала в Испании. Дружила с уругвайской поэтессой Хуаной де Ибарбуру. Выступила в 1934 одной из основательниц Национальной ассоциации актеров (ANDA). В Испании сблизилась с Альберти, Лоркой, с успехом играла в драмах Лорки. Оставила автобиографию «Театр в моей жизни» (1956).
Скончалась 1 августа 1974 года в Мехико.

## Личная жизнь
Мария Тереса Монтойя была замужем дважды:
- Первым супругом являлся Хулио Сесар Родригес. В этом браке родилась дочь — актриса Алисия Родригес Монтойя (1920—2002).
- Вторым супругом являлся актёр Рикардо Мондрагон (1899-1974). Сам актёр пережил свою супругу всего лишь на два месяца.

## Признание
Награждена орденами и медалями Испании, Франции, Аргентины, Уругвая, Перу, Сальвадора, Гватемалы, среди которых — Орден Академических пальм, Орден Альфонса X Мудрого, Орден Изабеллы Католической и др. Именем актрисы названы несколько театров в Мексике (Мехико, Монтеррей).
В 1997 году на XII Иберо-американском театральном фестивале в Кадисе состоялась выставка «Мария Тереса Монтойя, жизнь, посвященная театру», спонсором которой выступили мексиканские Национальный институт изящных искусств и Национальный совет культуры и искусства.
В настоящее время Национальная ассоциация искусствоведов учреждает и вручает диплом «Мария Тереса Монтойя» самым выдающимся исполнителям. Национальная Ассоциация Актеров (ANDA), также вручает медаль «Мария Тереса Монтойя» за заслуги за рубежом.